# Nystalea malga
Nystalea malga är en fjärilsart som beskrevs av William Schaus 1904. Nystalea malga ingår i släktet Nystalea och familjen tandspinnare. Inga underarter finns listade i Catalogue of Life.